# ELC AMX
ELC AMX – prototyp francuskiego czołgu lekkiego z okresu po II wojnie światowej. Choć pojazd miał zastąpić serię AMX-13, ostatecznie nigdy nie wszedł do produkcji seryjnej.

## Historia
W 1955 roku Francuskie Ministerstwo Obrony rozpoczęło projekt ELC (Lekki Pojazd Bojowy, fr. Engin Léger de Combat). Celem prac było stworzenie serii lekkich pojazdów bojowych, które można by transportować drogą powietrzną, we wnętrzu samolotów transportowych. Owocem projektu ELC były dwa projekty oparte na tym samym podwoziu zaprojektowane w zakładach Hotchkiss: niszczyciela czołgów ELC EVEN oraz lekkiego czołgu ELC AMX.
Pierwszy prototyp o masie ok. 8,8 tony wykorzystywał podwozie o czterech kołach jezdnych, pochodzące z produkowanej od 1952 tankietki transportowej Hotchkiss CC-2, dzięki czemu posiadał wyjątkowo niską sylwetkę. Inaczej niż w większości współczesnych czołgów, całą załogę stanowiło dwóch ludzi: mechanik-kierowca oraz dowódca-strzelec-ładowniczy. Obaj siedzieli w wieży, po obu stronach działa, pod osobnymi włazami umieszczonymi w dachu wieży.
Przetestowano na nim kilka różnych wież, ostatecznie zdecydowano się na tę uzbrojoną w 90 mm działo D914 wyposażone w hamulec wylotowy. Ze względu na ograniczony rozmiar pojazdu, a co za tym idzie niewielką przestrzeń wewnętrzną, wieża pojazdu mogła obracać się o 360°, ale jedynie podczas postoju pojazdu. W trakcie jazdy możliwość dostosowania kierunku strzału poprzez obrót działem była bardzo ograniczona, podobnie jak w niszczycielach czołgów z czasów II wojny światowej. Poza tym pojazd wyposażony był w wyrzutniki granatów dymnych.
Po testach pierwszego prototypu w 1957 zdecydowano się na zamówienie kolejnego, o masie zaledwie ok. 6 ton, tym razem z przeprojektowanym i nieco wydłużonym podwoziem o pięciu kołach jezdnych. Tak skonfigurowany pojazd zyskał miano ELC AMX Bis, jego prototyp ukończono w 1961.
Pojazd był szczytowym osiągnięciem w dziedzinie tzw. miniczołgu, czyli niewielkiego pojazdu, którego zadaniem jest wsparcie piechoty i jej pojazdów. Jednak po testach kilku różnych wariantów uzbrojenia (m.in. dział 90 mm i działek 30 mm), francuskie władze wojskowe uznały, że koncepcja tak lekkiego czołgu z założenia ustępuje typowym czołgom i jako taka jest nieperspektywiczna. Dlatego projekt skasowano, a żadna z wersji pojazdu nigdy nie weszła do produkcji seryjnej.
Jedyny zachowany egzemplarz czołgu ELC AMX w wersji Bis znajduje się w Musée des Blindés we francuskim Saumur.

## Kultura popularna
Pojazd ELC AMX Bis jest jednym z czołgów dostępnych w grze komputerowej World of Tanks oraz War Thunder.